# Severia
Severia o Siveria, anche nota come Terra del Nord (in ucraino Сіверська земля?, Sivers'ka zemlja; in russo Северщина?, Severščina; in bielorusso Севершчына?, Severščyna) è stata una regione storica che occupava territori poi entrati a far parte della Russia, dell'Ucraina e della Bielorussia. La parte centrale del territorio in tempi recenti è divenuta la regione che ha come capoluogo la città Novhorod-Sivers'kyj in Ucraina.

## Origine del nome
La Severia o Siveria o Principato di Siversk fu un principato fondato nel 1097 anche conosciuto come Principato di Novhorod-Siverskyi, dal nome della sua capitale, Novhorod-Sivers'kyj.

## Storia e descrizione
Il territorio ebbe la sua fondazione nel 1097 e inizialmente si estese lungo il fiume Snov e il medio fiume Desna. Dopo la metà del XII secolo arrivò a comprendere la zona di Kursk.
Il primo sovrano fu il principe Oleh Sviatoslavych. Il principe e i suoi successori spesso ebbero il controllo di Černihiv arrivando anche a pretendere il trono di Kiev. Quando si separò dal territorio di Černihiv si suddivise in aree di minore estensione e i vari sovrani si scontrarono con i cumani. Attorno alla metà del XIII secolo divenne terra tartara sino a quando, circa un secolo dopo, passò sotto il Granducato di Lituania e in seguito sotto il Granducato di Mosca. Cadde in dominio polacco nella prima metà del XVII secolo. Nel 1667 tornò sotto il controllo della Russia e ufficialmente si dissolse quando, nel 1919, il territorio fu diviso tra le Repubbliche Sovietiche ucraine e russe.